# Leptotarsus minimus
Leptotarsus minimus là một loài ruồi trong họ Ruồi hạc (Tipulidae). Chúng phân bố ở miền Tân bắc.